# 杨颖 (十六国)
杨颖（?—?），弘农郡（今陕西省华阴市）人）人，十六国后凉吕纂时中书令。
杨颖初仕前秦，前秦建元十九年（383年）为佐将随骁骑将军吕光征西域。前秦亡，吕光称三河王，拜杨颖为中书侍郎。杨颖建议吕光尊吕望为始祖，吕光听从。吕纂时，历任中书令、太常。杨颖于军国屡有劝谏，吕纂不从。后凉咸宁二年（400年）吕纂准备讨伐南凉秃发利鹿孤，中书令杨颖劝阻说：“秃发利鹿孤上下同心，严守号令，国内没有矛盾可利用，不可征伐。”吕纂不听。秃发利鹿孤派他弟弟禿髮傉檀阻击后凉军队。四月，禿髮傉檀在三堆把后凉军打败，斩首二千余级。咸宁三年（401年）吕纂游猎无度，荒耽酒色，太常杨颖劝谏：“陛下顺应上天意旨，治理国家，应符合正道恪守使命。现在，我国的疆土日益缩小，局限在坎坷的两道山岭之间，陛下不谨慎地考虑恢复祖先的事业，却沉溺于游玩打猎，臣下愚见，这样很危险！”吕纂谦恭地向他道歉，但没能改过。神鼎三年（403年），后秦姚硕德侵后凉，吕隆请和降后秦，派遣子弟以及一些原来的文武大臣慕容筑、杨颖等五十多家的人口到长安去做人质。